# Ewald Hecker
Pour les articles homonymes, voir Hecker.
Ewald Otto E. Hecker (né le 14 octobre 1879 à Berlin et mort le 12 février 1954 à Schäftlarn) est président du conseil de surveillance de l'Ilseder Hütte (de), partisan du NSDAP et plus tard chef de brigade SS.

## Biographie
Ewald Hecker est le fils d'un conseiller commercial. Avant 1914, il travaille dans le service colonial à Samoa et comme conseiller dans l'administration coloniale à Berlin. Pendant la Première Guerre mondiale, il travaille comme officier dans une mission diplomatique en Asie de l'Est. De 1914 à 1916, il est délégué de la Croix-Rouge allemande à New York. En 1918/19, il dirige le corps franc Haidar Pascha. Il travaille pour Ilseder Hütte (de) à partir de 1919, est directeur administratif de la société à partir de 1921 et devient membre du conseil d'administration en 1923. En 1929, il est nommé au conseil d'administration (plus tard président du conseil). Ewald Hecker rejoint le DVP et est membre du comité exécutif central du parti depuis 1920. De 1921 à 1924, il est membre du Landtag de l'État libre de Prusse.
À partir de 1931, Ewald Hecker est président de la chambre de commerce et d'industrie de Hanovre, ainsi que représentant et directeur des opérations du syndicat Friedrich der Große d'Herne et membre du conseil de surveillance d'une dizaine d'entreprises, dont Commerz- und Privatbank, Deutsche Eisenhandels AG et Vereinigte Industrie-Unternehmerungen AG (de). En outre, il est nommé juge à la cour d'honneur de la Chambre de commerce du Reich et Wehrwirtschaftsführer.
Après que Heckler a déjà pris des contacts avec le NSDAP en 1932, il devient membre du parti en 1933. Avec Kurt Freiherr von Schröder, il siège au conseil d'administration de la "Standard Elektrizitätsgesellschaft" (SEG), une filiale d' ITT, Inc. et AEG.
En 1936, il devient membre du conseil nommé de la ville de Hanovre . De 1936 à 1942, il est président de la chambre de commerce de Basse-Saxe et, après sa dissolution, président de la chambre de commerce du sud de Hanovre-Brunswick.
Hecker est nommé le 7 janvier 1938 à une cour d'honneur mandatée par Himmler pour inculper Karl Lindemann (de). Les charges sont abandonnées et Lindemann est déclaré innocent. Le 1er avril 1935, le bureau du chef de l'économie est combiné avec le bureau du Congrès allemand de l'industrie et du commerce pour former la Chambre de commerce du Reich. Le président de la Chambre de commerce et d'industrie de Hanovre, Ewald Hecker, reprend la direction. Cela élimine finalement l'autonomie gouvernementale visée par l'industrie.
Ewald Hecker fait partie du cercle influent de Keppler et est l'une des personnes qui y ont participé depuis le début. Ewald Hecker figure sur la liste des industriels. Avec 38 invitations et quatre refus d'invitations, Hecker est l'une des cinq personnes à avoir refusé le moins d'invitations. Selon la déclaration sous serment de Karl Lindemann, Hecker est à côté de von Schröder le pilier le plus fort du cercle de Keppler.
Ewald Hecker est l'un des signataires de la soumission de l'industriel à Paul von Hindenburg . La recommandation à Hindenburg du 19 novembre 1932 est signé par 19 personnalités, dont huit sont membres du cercle Keppler. Bien que l'objectif du cercle, à savoir amener Hitler au pouvoir, est atteint le 30 janvier 1933, le cercle existait toujours. Les entrepreneurs reçoivent alors les libertés entrepreneuriales qu'ils espéraient après avoir signé la candidature des industriels. La recommandation à Hindenburg contient la demande de nommer Hitler comme chancelier du Reich, sous prétexte de s'efforcer de maintenir le cabinet présidentiel. Bien sûr, ce n'est pas l'intention réelle d'Hitler, mais la prise de pouvoir dictatoriale.
Le 1er mai 1933 Hecker rejoint le NSDAP (membre n° 2955650) et le 13 septembre 1936, il est également membre des SS (membre n°276.903). En 1939, il est promu SS-Oberführer à l'état-major du Reichsführer SS, et plus tard au SS-Brigadführer.
D'avril 1945 à août 1946, il est interné au camp militaire de Sennelager. Il retourna ensuite à Hanovre, où il vit jusqu'en 1948.

## Référence
1. ↑  Waldemar R. Röhrbein: HECKER ... (siehe Literatur)
2. ↑  Eberhard Koebel-Tusk: AEG Energie - Profit - Verbrechen. Berlin 1958, S. 127 f.